# Štefan Hoza

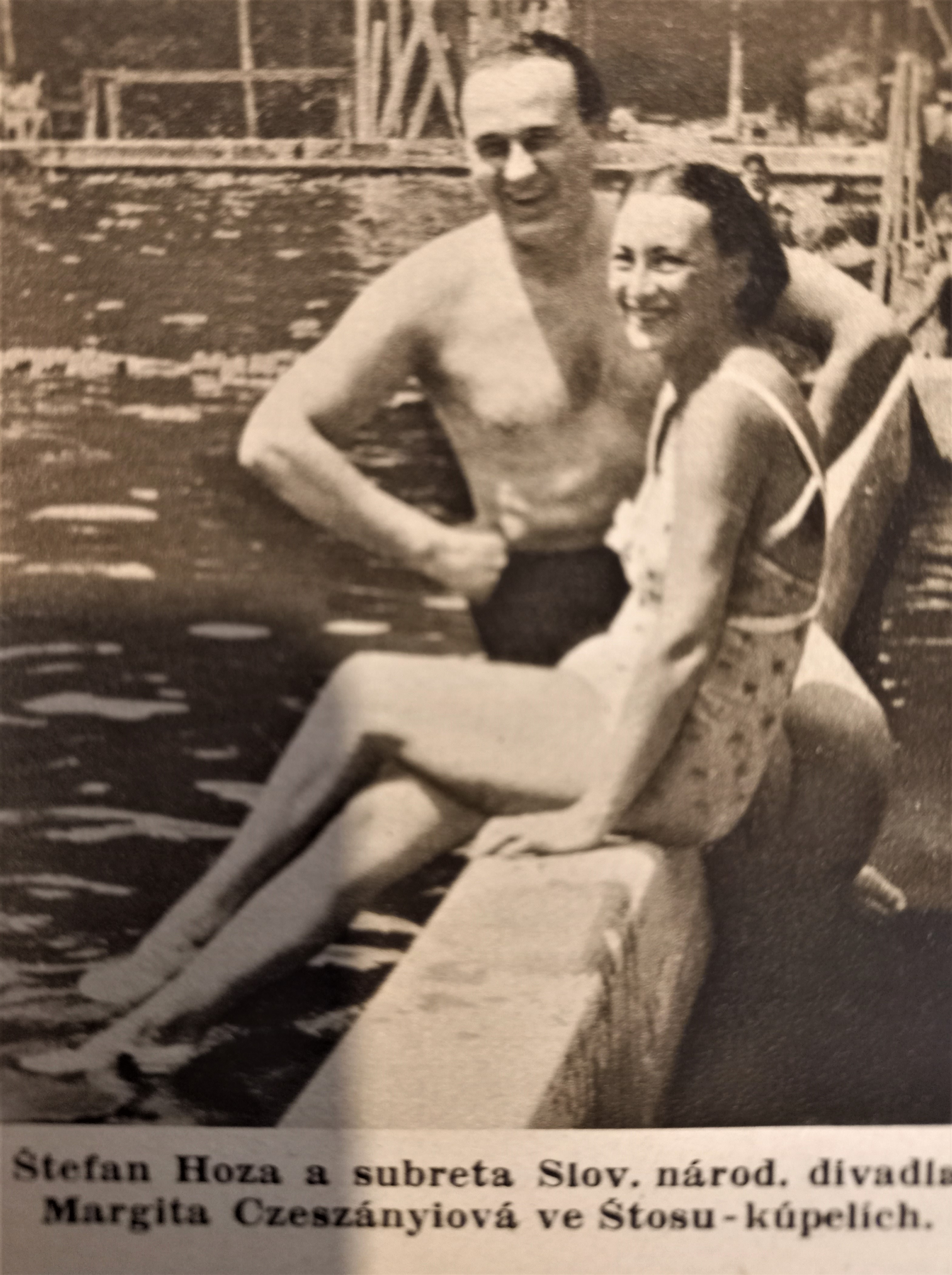
Štefan Hoza (foto Pestrý týden 1937)

Štefan Hoza (20. října 1906, Smižany, Uhersko – 6. dubna 1982, Československo) byl slovenský operní pěvec-tenorista, libretista, pedagog, hudební publicista a historik.

## Stručný životopis
Původním povoláním byl učitel. Studium zpěvu absolvoval v roce 1932 na Hudební a dramatické akademii v Bratislavě, ve studiu pokračoval v Praze (1932), Miláně (1933) a Vídni (1936).
Stal se jedním z nejaktivnějších členů studentského života na vysokoškolské internátu Svoradov.
- 1932–1962 byl členem Slovenského národního divadla v Bratislavě
- 1939–1947 dramaturg opery
- 1958–1962 operní režisér
- od roku 1952 byl externím, od roku 1962 řádným pedagogem na státní konzervatoři v Bratislavě
- počátkem roku 1977 podepsal tzv. Antichartu, kterou se mnozí umělci distancovali od Charty 77 a jejích signatářů.

## Práce
Hostoval na domácích i zahraničních operních scénách (Záhřeb, Vídeň, Budapešť, Drážďany). Vynikl hlavně v hrdinských úlohách. Vytvořil postavu Ondřeje (E. Suchoň, Krútňava) a Jury Jánošíka
(J. Cikker, Juro Jánošík) při premiérách těchto oper, ke kterým také napsal libreta. Byl též interpretem, propagátorem a sběratelem lidových písní. Jako zpěvák spolupracoval s Karlem Plickou na filmu Zem spieva.

## Ocenění
- 1968 obdržel titul zasloužilý umělec
- 2007 Pribinův kříž I. třídy in memoriam

## Dílo

### Libreta
- Krútňava - libreto: Eugen Suchoň a Štefan Hoza, hudba: Eugen Suchoň, premiéra: 10. prosinec 1949[1]
- Juro Jánošík - libreto: Štefan Hoza, hudba: Ján Cikker, premiéra: 10. listopad 1954

### Knihy
- Štefan Hoza: Tvorcovia hudby, 1943,
- Štefan Hoza: Opera na Slovensku, 1954
- Štefan Hoza: Večer v opere, Smena Bratislava, 1975, edice: Sputnik, (sprievodca svetovým operným repertoárom)
- Štefan Hoza: Ja svoje srdce dám... 1, Slovenský spisovateľ, 1989, autobiografie
- Štefan Hoza: Ja svoje srdce dám... 2, Slovenský spisovateľ, 1989, autobiografie

## Filmografie

### Herec
- 1934 Hudba srdcí ... tenorista Štěpán Urbanec[2]
- 1934 Polská krev ... gróf Bolo Baranský
- 1960 Na pochode sa vždy nespieva... primař

### Zpěv
- 1933 Zem spieva
- 1934 Hudba srdcí [3]
- 1934 Polská krev

## Diskografie, kompilace
- 1974 Z operety do operety - Opus, LP

Strana A
1. Johann Strauss/Ľubomír Feldek, Cigánsky barón som ja, op: Cigánsky barón, Karol Vlach (zpěvák)
2. Johann Strauss/Ľubomír Feldek, Kto nás oddal, opereta: Cigánsky barón, Milan Kopačka
3. Johann Strauss/Štefan Hoza, Milý markíz, op: Netopier, Sidónia Haljáková
4. Franz Lehár/Kamil Peteraj, Hej poznal som toľko žien, op: Paganini, Jiří Záhradníček
5. Franz Lehár/Štefan Hoza, Vilja, op: Veselá vdova, Elena Kittnarová

Strana B
1. Franz Lehár/Kamil Peteraj, Túžim po jedinej, op: Zem úsmevov, Jiří Záhradníček
2. Emmerich Kálmán/Kamil Peteraj, Hej môžeš ísť, op: Čardášová princezná, Magdaléna Blahušiaková
3. Emmerich Kálmán/Alexander Karšay, Mám túžbu mám, op: Čardášová princezná, Elena Kittnarová
4. Emmerich Kálmán/Alexander Karšay-Dano Živojnovič, Krásny je Varaždín, op: Grófka Marica, Ladislav Miskovics/Mária Schweighoferová

Symfonický orchester diriguje: Zdeněk Macháček (1,2,3,8,9) a dr. Bohuš Slezák (4,5,6,7)
- Antológia slovenskej populárnej hudby - Ešte raz ku tebe prídem - ,CD - -01. Dita, 02. Nepovedz dievčatko nikomu, 05. Ešte raz ku tebe prídem, 10. Cigáň o čom spieva tvoja pieseň, 11. Raz príde prekrásny deň, 21. Ja ti už neverím
- 1996 Antológia Slovenskej populárnej hudby 2 - Rodný môj kraj - Opus, CD - 04. Na lásky deň

## Písně
- Seznam písní:

poz. -píseň - (autor hudby/autor textu písně)
(h: /t: ) - doposud nezjištěný autor hudby nebo textu
- (seznam není úplný)

- Dita - (h: /t: )
- Ja ti už neverím - (h: /t: )
- Na lásky deň - (h: /t: )
- Nepovedz dievčatko nikomu - (h: /t: )
- Ešte raz ku tebe prídem - (h: /t: )
- Cigáň o čom spieva tvoja pieseň - (h: /t: )
- Raz príde prekrásny deň - (h: /t: )